# Don’t Blame Your Daughter (Diamonds)
«Don’t Blame Your Daughter (Diamonds)» — песня шведской группы The Cardigans, ставшая вторым синглом с шестого студийного альбома группы 2003 года Super Extra Gravity. Авторами песни стали вокалистка группы Нина Перссон, Нейтан Ларсон и Питер Свенсон. Сингл вышел 6 февраля 2006 года.
Режиссёрами видеоклипа к песне стали братья Ренк — Юхан Ренк, снявший клип для Мадонны на песню «Hung Up», и Мартин Ренк. Видеоклип начинается со сцены, где женщина сидит за столом и открывает музыкальную шкатулку. Заглянув внутрь, она видит хрустальный шар, показывающий спиритический сеанс, на котором пять человек держатся за руки. В следующей сцене Нина Перссон сидит за столом с блондинкой, рыжей, брюнеткой и черноволосой женщиной. По мере развития сюжета все женщины уходят по разным причинам, и Перссон остаётся за столом с другими участниками группы (мужчины-музыканты заменили тех женщин), держась за руки.

## Список композиций
| №  | Название                               | Длительность |
| -- | -------------------------------------- | ------------ |
| 1. | «Don’t Blame Your Daughter (Diamonds)» | 3:37         |
| 2. | «Hanging Around (Live in Kiev)»        | 4:33         |
| 3. | «Higher (Live in Kiev)»                | 4:35         |

| №  | Название                               | Длительность |
| -- | -------------------------------------- | ------------ |
| 1. | «Don’t Blame Your Daughter (Diamonds)» |              |
| 2. | «(If You Were) Less Like Me»           |              |

| №  | Название                               | Длительность |
| -- | -------------------------------------- | ------------ |
| 1. | «Don’t Blame Your Daughter (Diamonds)» |              |
| 2. | «A Good Horse (Live at Bayview)»       |              |

## Позиции в чартах
| Чарт (2006)                | Наивысшая позиция |
| -------------------------- | ----------------- |
| Швеция (Sverigetopplistan) | 49                |